# Brankica Mihajlović
Brankica Mihajlović (Brčko, 13 aprile 1991) è una pallavolista bosniaca naturalizzata serba, schiacciatrice dello Zeren.

## Carriera

### Club
La carriera di Brankica Mihajlović inizia nel 2006 tra le file dello Jedinstvo Brčko, in cui rimane per tre stagioni vincendo tre campionati consecutivi. Nella stagione 2009-10 viene ingaggiata dal Voléro Zurigo, club militante nel massimo campionato svizzero, dove resta per due stagioni, vincendo due scudetti, due Coppe di Svizzera e tre Supercoppe.
Nel dicembre 2011, dopo aver iniziato la sua terza annata col club di Zurigo, viene ceduta in prestito allo Hyundai Hillstate in Corea del Sud, concludendo il campionato al secondo posto. Nella stagione 2012-13 viene ingaggiata dal RC Cannes, con cui vince la Coppa di Francia e lo scudetto, mentre nella stagione successiva passa al Rio de Janeiro, nella Superliga Série A brasiliana, con cui vince il Campionato Carioca e lo scudetto.
Nell'annata 2014-15 torna al Volero Zurigo, dove resta per un periodo breve, per poi andare a giocare nella V.Premier League giapponese con le Hisamitsu Springs, per il resto della stagione. Per il campionato 2015-16 ritorna in Europa per vestire la maglia del Fenerbahçe, in Voleybol 1. Ligi, con cui conquista la Supercoppa turca.
Nel campionato seguente è nuovamente nel continente asiatico, questa volta in Cina, a seguito dell'ingaggio da parte del Tianjin. Si accasa poi, per la stagione 2017-18, al team giapponese delle JT Marvelous. Nella stagione 2019-20 torna nuovamente al Fenerbahçe, nella massima divisione turca.
Per il campionato 2021-22 firma con la Pro Victoria, nella Serie A1 italiana, dove però rimane solo fino all’inizio del 2022: il 27 gennaio la società brianzola annuncia infatti la rescissione consensuale del contratto con la serba, fino a quel momento limitata da problemi fisici.
Rientra in campo per la stagione 2022-23, quando si trasferisce nella Superliga russa accettando la proposta del Leningradka, mentre nella stagione successiva firma per il Liaoning, militante nella Chinese Volleyball Super League: terminati gli impegni con il club cinese, conclude l'annata al Volero Le Cannet, nella Ligue A francese.
Per il campionato 2024-25 viene acquistata dallo Zeren, in Sultanlar Ligi.

### Nazionale
Nel 2007 viene convocata per la prima volta nella nazionale bosniaca.
Nel 2012 ottiene il permesso della FIVB di giocare con la nazionale serba, con la quale vince la medaglia di bronzo all'European League. Un anno dopo conquista la medaglia di bronzo al World Grand Prix 2013, dove viene premiata come miglior schiacciatrice. In seguito vince la medaglia di bronzo ai I Giochi europei e al campionato europeo 2015 e quella d'argento alla Coppa del Mondo 2015, seguite dall'argento ai Giochi della XXXI Olimpiade, dove viene premiata come miglior schiacciatrice. 
Apre il seguente ciclo olimpico con la nazionale vincendo la medaglia di bronzo al World Grand Prix 2017 e quella d'oro al campionato europeo 2017, a cui seguono l'oro al campionato mondiale 2018 e al campionato europeo 2019; viene inoltre insignita del premio come miglior schiacciatrice in entrambe le rassegne continentali.
Nel 2021 conquista la medaglia di bronzo ai Giochi della XXXII Olimpiade di Tokyo e nel 2022 vince l'oro al campionato mondiale.

## Palmarès

### Club
- Campionato bosniaco: 3

2006-07, 2007-08, 2008-09
- Campionato svizzero: 2

2009-10, 2010-11
- Campionato francese: 1

2012-13
- Campionato brasiliano: 1

2013-14
- Coppa di Svizzera: 2

2009-10, 2010-11
- Coppa di Francia: 1

2012-13
- Coppa dell'Imperatrice: 1

2014
- Supercoppa svizzera: 3

2009, 2010, 2011
- Supercoppa turca: 1

2015
- Campionato Carioca: 1

2013

### Nazionale (competizioni minori)
- European League 2012
- Giochi europei 2015

### Premi individuali
- 2013 - World Grand Prix: Miglior schiacciatrice
- 2015 - Coppa del Mondo: Miglior schiacciatrice
- 2016 - Giochi della XXXI Olimpiade: Miglior schiacciatrice
- 2017 - Campionato europeo: Miglior schiacciatrice
- 2019 - V.League Division 1: Sestetto ideale
- 2019 - Campionato europeo: Miglior schiacciatrice